# Geniatosoma nigra
Geniatosoma nigra är en skalbaggsart som beskrevs av Ohaus 1917. Geniatosoma nigra ingår i släktet Geniatosoma och familjen Rutelidae. Inga underarter finns listade i Catalogue of Life.